# Хавса
Хавса (тур. Havsa) — город и район в провинции Эдирне (Турция).

## История
Поселение в этих местах было основано ещё римлянами. После разделения Римской империи на восточную и западную части город оказался в пределах Византии. В 1356 году здесь обосновались турки, и Мурад I образовал здесь округ «Хоса». Постепенно греки покидали эти места, переселяясь в Стамбул и Салоники, а вместо них здесь селились турки.
Особое развития эти земли получили при великом визире Мехмед-паше Соколлу. В 1577 году по поручению Казим-паши — сына Мехмеда-паши — архитектор Синан возвёл здесь Мечеть Соколлу.
В 1912 году население города и окрестностей составляло:
Греки - 9 160 чел.
Турки - 8 235 чел.
Болгары - 730 чел.
Источник: George Sotiriadis: An Ethnological Map Illustrating Hellenism in the  and, 1918

## Административное деление
Район Хавса был образован в составе провинции Эдирне в 1954 году. В административном плане он делится на 5 кварталов и 22 деревни.